# Sous-vide

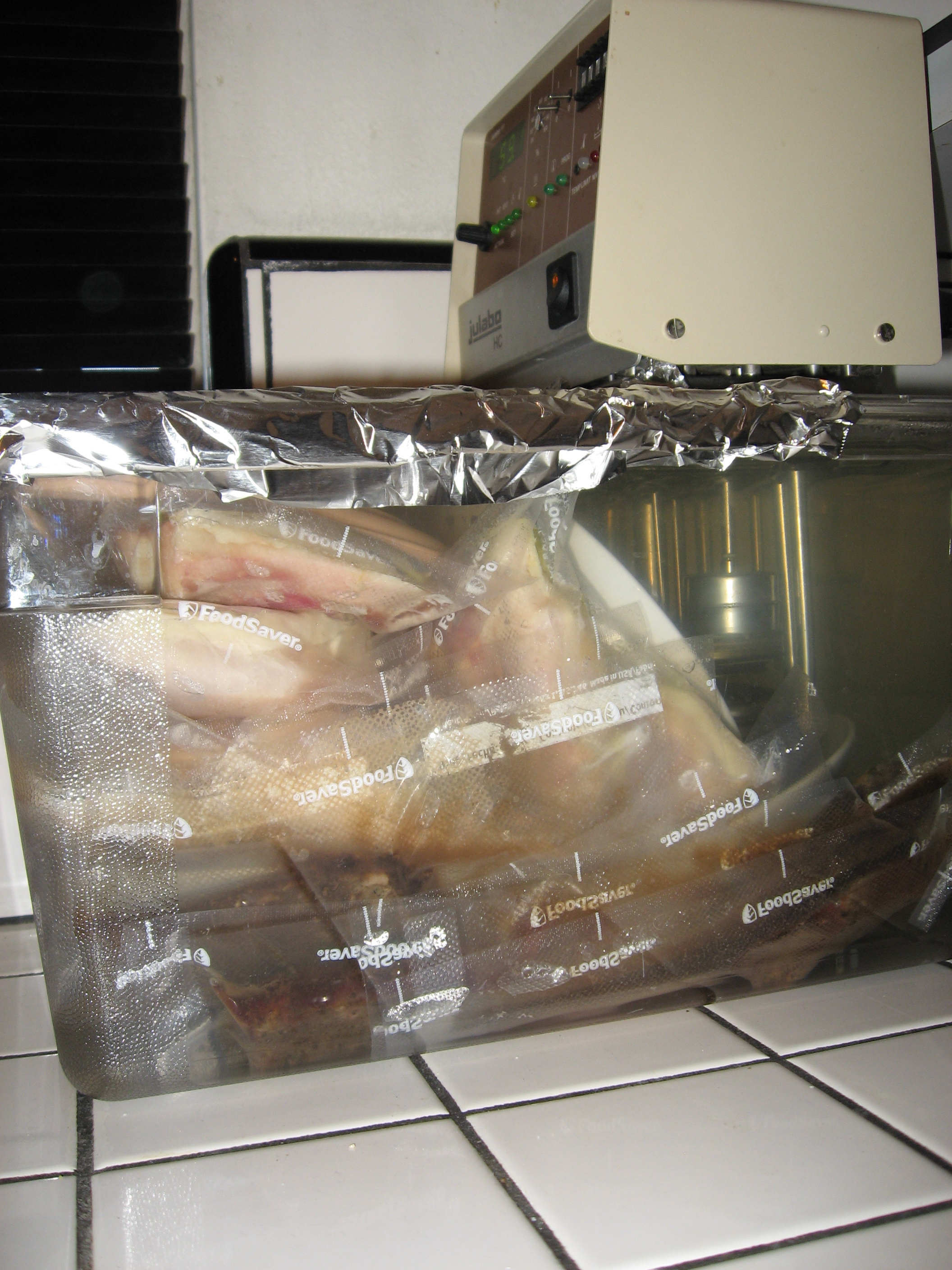
Kuchyně Sous-vide

Sous-vide (z francouzštiny, v překladu znamená „ve vakuu“) je kuchařská metoda, při níž se potraviny připravují ve vzduchotěsném umělohmotném obalu ve vodní lázni s řízenou teplotou. Takto vakuované se potraviny (maso, ryby, zelenina nebo ovoce) pošírují po různě dlouhou dobu. Většinou jde o několik hodin – někdy až 72 – při přesně vypočítané teplotě, která je nižší než bod varu. Nejčastěji při teplotě v rozmezí 55–60 °C. Záměrem je zachovat přirozenou chuť, šťávu a texturu kvalitní potraviny při stejnoměrném ohřívání v přesně teplotně kontrolované vodní lázni.
Hlavní výhody metody sous-vide:
- široké možnosti využití – je vhodná pro přípravu masa, ryb i zeleniny,
- uchování původních vlastností potravin – nemění se vzhled, barva, vůně ani obsah živin
- snadné plánování – suroviny můžete mít předem připravené k další úpravě
- úspora na surovinách – maso má minimální váhový úbytek,
- ekonomický provoz – nízké náklady na energie.

## Zdravotní rizika
Při přípravě jídla může docházet ke kontaminaci jídla bisfenoly. Dříve hojně používaný bisfenol A (BPA), který zlepšuje čirost a houževnatost plastů, je přitom vnímán jako endokrinní disruptor. Tedy jako látka, která narušuje hormonální rovnováhu tím, že působí jako estrogen. Může tak docházet k ovlivňování tělesných procesů, buňěčných oprav i k případnému narušení vývoje plodu. BPA také zvyšuje riziko karcinomu prsu nebo prostaty. BPA se přitom projevuje i v nízkých koncentracích, kdy není toxický. Pro přípravu sous-vide je možné zakoupit sáčky, které jsou označovány jako „BPA free“, které by neměly obsahovat bisfenol A. Ani to však není zárukou zdravotní nezávadnosti, neboť bisfenol A je často nahrazován jinými látkami s podobným účinkem na endokrinní systém, například bisfenolem S (BPS), který se ukazuje jako ještě škodlivější.